# الإجهاض في تشيلي
شهدت قوانين الإجهاض في تشيلي تغييرات كبيرة في السنوات الأخيرة. قبل عام 2017، كان لدى تشيلي أحد أكثر قوانين الإجهاض صرامة على مستوى العالم، حيث حظرت هذه الممارسة تمامًا. ومع ذلك، منذ ذلك الحين، أصبح الإجهاض قانونيًا في ظروف معينة.
حاليًا، يعد الإجهاض قانونيًا في ثلاث حالات: عندما تكون حياة الأم في خطر، وعندما يكون الجنين غير قادر على الحياة، وفي حالات الاغتصاب خلال الأسابيع الـ 12 الأولى من الحمل (أو 14 أسبوعًا إذا كان عمر المرأة أقل من 14 عامًا). وعلى الرغم من ذلك، لا يزال بعض الأطباء يرفضون إجراء عمليات الإجهاض، خاصة في حالات الاغتصاب.
وفي عام 2006، نجح الناشطون في الضغط على الرئيسة آنذاك ميشال باشليت وتحالف الأحزاب من أجل الديمقراطية لإضفاء الشرعية على وسائل منع الحمل الطارئة استجابةً للمخاوف بشأن ارتفاع عدد حالات الحمل بين المراهقات. في عام 2010، قاموا بحملة ناجحة من أجل توفير وسائل منع الحمل الطارئة مجانًا في مراكز الصحة العامة لأي شخص يزيد عمره عن 14 عامًا دون الحاجة إلى إذن الوالدين.
في أغسطس 2017، وافق الكونغرس الوطني على مشروع قانون يجيز الإجهاض، والذي دخل حيز التنفيذ بعد شهر[2] بعد نجاته من طعن دستوري من المعارضين المحافظين. في يناير 2018، أصبحت التغطية الطبية للإجهاض في القطاعين العام والخاص متاحة.